# Donick Cary
Donick Cary es un guionista de televisión estadounidense.

## Carrera
Ha escrito episodios para Los Simpson, Just Shoot Me!, Complete Savages, Late Night with David Letterman y The Naked Trucker and T-Bones Show. También ha coescrito el especial de dos horas del 2005 Earth to America. Es el creador, escritor y director de Lil' Bush, que hizo su debut como seis cortos animados para teléfonos móviles. Comedy Central ordenó hacer seis episodios de la serie en 2007 y 10 en 2008. También ha puesto la voz al personaje de Lil' Cheney en la serie.

## Filmografía

### Productor
- Lil' Bush: Resident of the United States (productor ejecutivo) (16 episodios, 2007-2008)
- The Naked Trucker and T-Bones Show (productor ejecutivo) (1 episodio, 2007)
- Complete Savages (asesor de producción) (11 episodios, 2004-2005)
- The Ron White Show (2005) (productor ejecutivo)
- Los Simpson (productor) (10 episodios, 1997-1998) (supervisor de producción) (1 episodio, 1999)

### Escritor
- Lil' Bush: Resident of the United States (13 episodios, 2007-2008)
- Earth to America (2005) (escritor)
- Complete Savages (3 episodios, 2004-2005)
- The Ron White Show (2005)(escritor)
- Dear Doughboy (2000) (escritor)
- Los Simpson (7 episodios, 1997-1999)
- Just Shoot Me! (1997) (episodios desconocidos)
- Late Show with David Letterman: Video Special II (1996) (escritor)
- The 67th Annual Academy Awards (1995) (material especial)
- Late Show with David Letterman: Video Special (1995) (escritor)

### Miscelánea
- Lil' Bush: Resident of the United States (2007) (voz) (episodios desconocidos, 2007)
- Los Simpson (editor ejecutivo de la historia) (24 episodios, 1996-1998) (editor de la historia) (4 episodios, 1996-1997)

### Actor
- Lil' Bush: Resident of the United States --- Lil' Cheney (16 episodios, 2007-2008)
- The Naked Trucker and T-Bones Show --- Bear (1 episodio, 2007)

### Director
- Lil' Bush: Resident of the United States (15 episodios, 2007-2008)

### Mánager de producción
- Clarissa Explains It All (supervisor de posproducción) (6 episodios, 1991)

### Banda sonora
- Los Simpson (1 episodio, 1998)